# Outrigger
En outrigger er en robåd, hvor svirvlen (åregaflen) er placeret uden for båden ved hjælp af en konstruktion, der kaldes en rig. Outriggede robåde er konstrueret til kaproning, og det kræver et teknisk niveau at opnå balance, da bådene er meget smalle. 
Outriggere med to årer per person kaldes sculler og betegnes henholdsvis 1x, 2x og 4x, hvor tallet angiver antal roere.
Outriggere med én åre per person betegnes 2-, 4- og 8+ +=styrmand og -= uden styrmand.